# Elodes hausmanni
Elodes hausmanni is een keversoort uit de familie moerasweekschilden (Scirtidae). De wetenschappelijke naam van de soort werd in 1857 gepubliceerd door Gredler.